# Святенко Тетяна Вікторівна
Тетяна Вікторівна Святенко (нар. 1972, м. Кам'янське, Україна) — український науковець-дослідник, лікар-дерматовенеролог. Доктор медичних наук (2008). Професор Дніпропетровського державного медичного університету. Член Казахстанської асоціації дерматовенерологів та дерматокосметологів та Європейської Академії дерматовенерології. Хедлайнер DERMx SUMMIT та засновниця школи практичної дерматокосметології.

## Життєпис
Тетяна Святенко народилась у місті Кам'янське Дніпропетровської області, Україна.
Член Європейської Академії дерматовенерології.
Заснувала Школу атопії у місті Дніпро.
У 2008 році захистила докторську дисертацію на тему «Комплексне лікування атипових форм червоного плоского лишаю» при Національному медичному університеті ім. О. О. Богомольця, та стала професором кафедри шкірних та венеричних хвороб ДДМА.
Виконує обов'язки Віце-Президента Української Асоціації лікарів дерматовенерологів і косметологів.
Працювала Експертом МОЗ за спеціальностями «Дерматовенерологія», «Дитяча дерматовенерологія».
У 2018 році стала авторкою ідеї та співавтором двох дитячих книжок «Михлик їде на море» та «Рукавичка для носа» видавництва «Каламар», присвячених догляду за шкірою дітей у формі дитячих казок.
Стала доповідачем з України на конгресі Американської Академії дерматовенерології.
У 2021 році Святенко була однією із розробників European practical algorithm to inform clinical decision making in the topical treatment of atopic dermatitis.

## Наукові інтереси
Святенко є автором атласу з шкірних та венеричних хвороб, виданого українською та англійською.
Веде колонку медичного редактора на сайті «Обозреватель» та у журналі «Vogue Ukraine» з метою популяризації доказової медицини.

## Нагороди
- У 2018 році була лауреатом премії Stella International Beauty Awards у номінації «Персона року» категорії Medicine Experts.[15][16]

## Публікації
Тетяна Святенко є автором понад 485 наукових праць.